# Église de l'Orient
Cet article concerne une des premières Églises chrétiennes. Pour l'édifice religieux français du département de l'Aveyron, voir Église Saint-Hilarian-Sainte-Foy de Perse.
L'Église de Perse ou Église de l'Orient (syriaque : ܥܕܬܐ ܕܡܕܢܚܐ, Ēdtāʾ d-Maḏenḥā), parfois appelée Église d'Assyrie ou Église de Mésopotamie, fut une des premières Églises chrétiennes. Selon la tradition, elle aurait été fondée par l'apôtre Thomas.
D'abord dans la juridiction de l'Église d'Antioche, elle proclama son indépendance en 424 en tant que Catholicosat de Séleucie-Ctésiphon.
Elle a connu plusieurs schismes au cours de son histoire et aujourd'hui plusieurs Églises, appartenant à des communions différentes, en sont les héritières directes :
- Églises des deux conciles
  - l'Église apostolique assyrienne de l'Orient
  - l'Ancienne Église de l'Orient
- Église catholique orientale
  - l'Église catholique chaldéenne

Les différentes Églises orientales des chrétiens de saint Thomas dans le Sud de l'Inde, qui sont nées de l'importante activité missionnaire de l'Église de l'Orient en Inde, en sont également héritières, même si les affiliations se sont diversifiées et complexifiées.

Église de l'Orient au Moyen-Âge

## Histoire
Selon la tradition, Mari, disciple de Thaddée le fondateur de la communauté d'Édesse (connu localement sous le nom d'Addai), aurait annoncé l'Évangile dans la région de Ctésiphon. « Dans les chroniques médiévales, la liste épiscopale de Ctésiphon-Séleucie mentionne Abris « de la famille et de la race de Joseph » (l'époux de Marie) et le fondateur de cette église à la fin du Ier siècle, puis Abraham « un parent de Jacques appelé le frère du Seigneur ». »
Les Parthes, puis les Sassanides qui s’emparent de la Mésopotamie à partir de 266, se méfient des chrétiens qu’ils perçoivent comme dépendants de Byzance. Aussi, l'Église de Perse, qui prend de plus en plus d'importance par rapport à celle d'Antioche grâce à ses écoles et ses monastères et au développement territorial de l’Empire perse, veut manifester sa propre identité. 
Le processus d’autonomie commence, lors d'un concile dans la ville de Séleucie, en 310, lorsque l’évêque de Séleucie-Ctésiphon, Mar Papa bar Aggai (310-329), fédère les différentes Églises locales de Mésopotamie et de Perse et prend le titre de catholicos de l'Orient, tout en demeurant dans la juridiction de l'Église d'Antioche. Ce titre de catholicos sera repris par ses successeurs. 
Mais dans l'Empire romain, le christianisme devient religion d'État, et la Perse, en guerre  contre Byzance, doute de la loyauté de ses propres communautés chrétiennes. Les chrétiens, apparaissant comme susceptibles d'apporter un soutien à l'Empire romain, sont persécutés par le roi Shapur II (309-379) qui tente de démanteler la structure de l'Église et fait périr vierges et clercs dont les catholicos Simon bar Sabbae (341), Shahdost (342) et Bar Bashmin (346). Le siège épiscopal de Séleucie-Ctésiphon reste vacant pendant près de vingt ans (346-363). Après la prise de Nisibe par les Perses en 363, beaucoup de chrétiens vont s'installer, en territoire romain, à Édesse, dont l'école théologique prendra le nom de l'« École des Perses ».
En 410, après la période de persécution, l'Église de Perse se réorganise lors d'un concile dans la ville de Séleucie. En 424, au synode de Mar Kabtha d'Tayiayé (Markabta), sous la conduite de son catholicos, Dadisho Ier, elle se détache du Patriarcat d'Antioche en décrètant son autocéphalie et l'autonomie canonique absolue de son catholicos.
En 431, le concile d'Éphèse condamne Nestorius, le patriarche de Constantinople, et ses positions christologiques. L'Église de Perse, qui n'était pas représentée au concile, n'en reconnaît pas les conclusions. À la suite de cette condamnation, un nombre important de clercs favorables à Nestorius quittent l'Empire romain pour se réfugier en Perse autour de l'école théologique de Nisibe.
En 484, lors du concile de Beth Lapat, à l'instigation de Barsauma, l'Église de Perse affirme son adhésion à l'enseignement théologique de Théodore de Mopsueste, ce qui lui vaut le qualificatif d'« Église nestorienne ». Cela permet aux chrétiens de Perse de se démarquer de l'Église de l'Empire byzantin, ce qui ne leur évite toutefois pas des persécutions ultérieures.
L'Église de Perse est ainsi la première en Orient à se séparer de l'Église impériale et à devenir indépendante.
Ibas, évêque de Nisibe (aujourd'hui Nusaybin en Turquie) de 435 à 457, tout en renouvelant l'anathème jeté sur Nestorius, favorisa indirectement la diffusion de sa doctrine en fondant à Édesse une école dans laquelle étaient enseignées les œuvres de Théodore de Mopsueste, Diodore de Tarse et Théodoret de Cyr. Nestorius y était lu et étudié. Même avant la destruction de cette école en 489, des étudiants se dispersèrent dans la Perse voisine.
L'évêque de Nisibe était en grande faveur auprès de l'empereur Péroz Ier et il le persuada de l'intérêt qu'il n'y eût en Perse que des chrétiens d'obédience différente de celles de l'Empire romain.
Péroz meurt peu de temps après la mort de Babowaï et l'évêque de Nisibe a beaucoup moins d'influence auprès de son successeur, Valash. Bien que Barsauma s'oppose tout d'abord au catholicos Acacius en août 485, il le rencontre et finit par se soumettre, reconnaissant la nécessité de la primauté de Ctésiphon. Il ouvre une école à Nisibe qui devient encore plus fameuse que celle d'Édesse. Son recteur est Narsaï le Lépreux, écrivain très prolifique dont peu d'œuvres ont survécu. Ses règles sont encore conservées, et elle attire jusqu'à huit cents étudiants. La renommée de cet établissement théologique est telle que le pape Agapet Ier et Cassiodore souhaitent fonder l'équivalent en Italie. Ceci ne peut se réaliser, du fait des troubles politiques de l'époque, mais le monastère fondé par Cassiodore à Vivarium s'inspire de l'exemple de Nisibe. 
Barsauma meurt entre 492 et 495, puis Acacius en 496 ou 497. Narsaï est sans doute mort plus tard. Au concile de Beth Lapat, en 484, Barsauma impose Théodore de Mopsueste comme théologien de référence de l'Église de l'Orient, et non pas Nestorius, qui est reconnu comme docteur seulement au VIIe siècle, et toujours avec une importance bien moindre.
En 629, l'Église syro-jacobite crée le Maphrianat de l'Orient avec siège à Tikrit pour concurrencer l'Église de l'Orient dans l'Empire perse.
En 635, une mission de l'Église de l'Orient dirigée par le prêtre Alopen s'établit à Xi'an, alors capitale de Chine, sous le règne de l'empereur Taizong des Tang (r. 626 à 649).
En 650, le catholicos Ishoyahb III met l'Église de Malabar sous la dépendance de l'Église de l'Orient. Ichoyahb III, catholicos de l'Église apostolique assyrienne de l'Orient de 650 à 660, est confronté au schisme des Églises de la province du Fars (Iran/Perse), donc du Golfe persique, puis de celles des cinq évêchés de Bahreïn ou du Qatar (Beth Qaṭrāyé en syriaque), puis de celles d'Oman (Mazun).
L'Église de Malabar fait partie de la province ecclésiastique d'Inde, province de l'extérieur, créée au courant du VIIIe siècle par le catholicos Timothée Ier. 
En 780, après la chute du califat omeyyade en 750 et l'abandon de Ctésiphon, le siège catholicosal est transféré à Bagdad, capitale du nouveau califat abbasside.

## Élan missionnaire en Asie

Les églises de l'Orient au Moyen Âge : tout au long de leur parcours, les pèlerins trouvaient des communautés chrétiennes avec des églises et monastères pour les héberger.

Christianisme syriaque en Asie

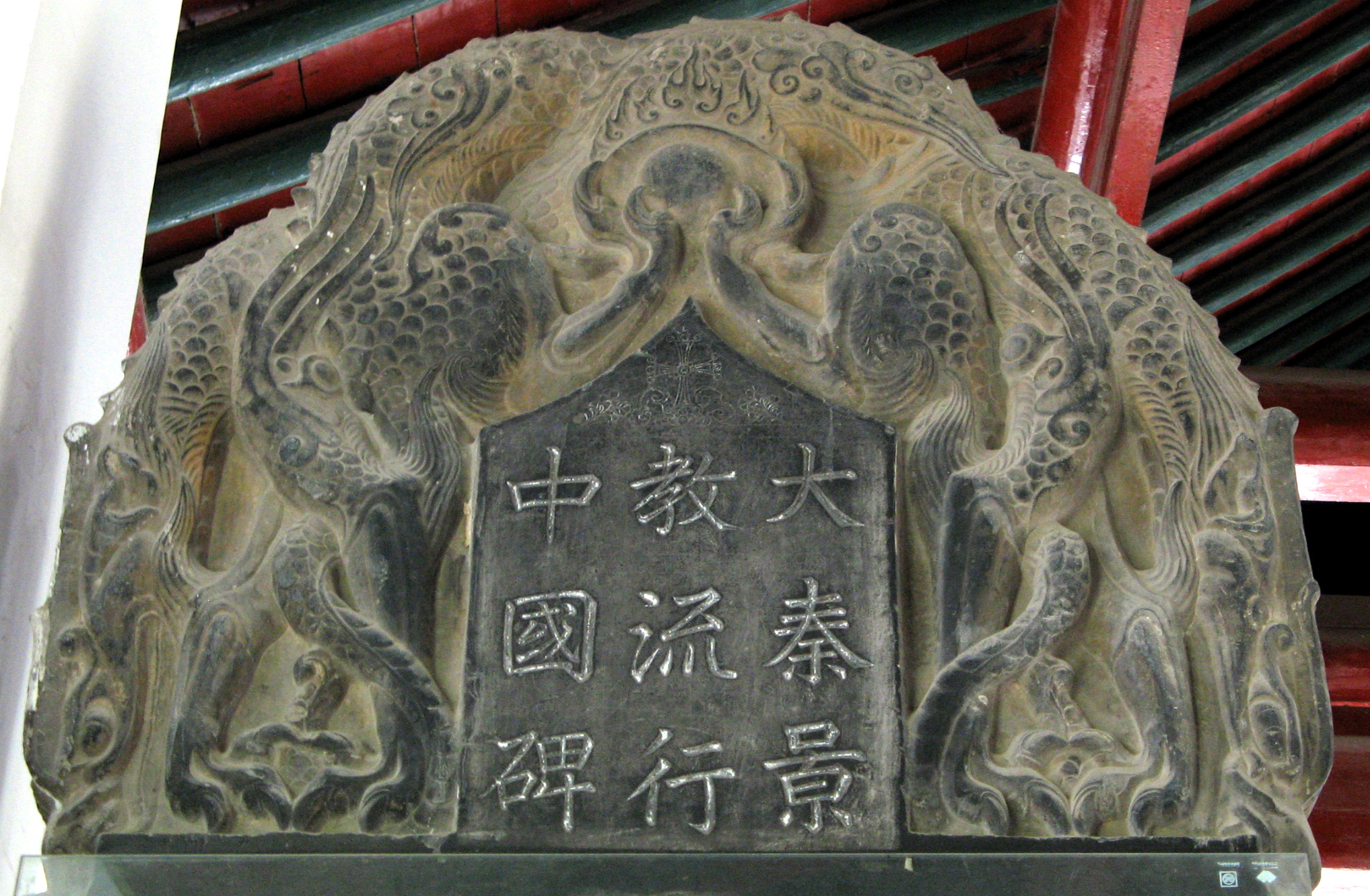
La stèle nestorienne à Xi'an.

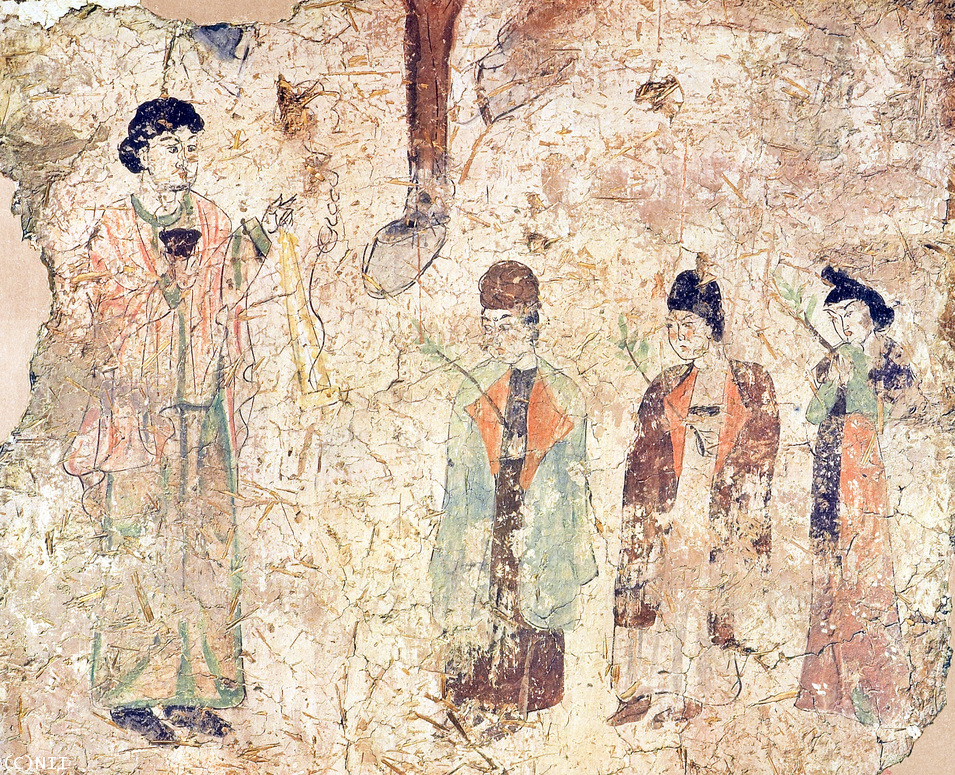
Les prêtres nestoriens dans une procession du dimanche des Rameaux, dans une peinture murale d'une église nestorienne, dynastie T'ang, Qočo, la Chine.

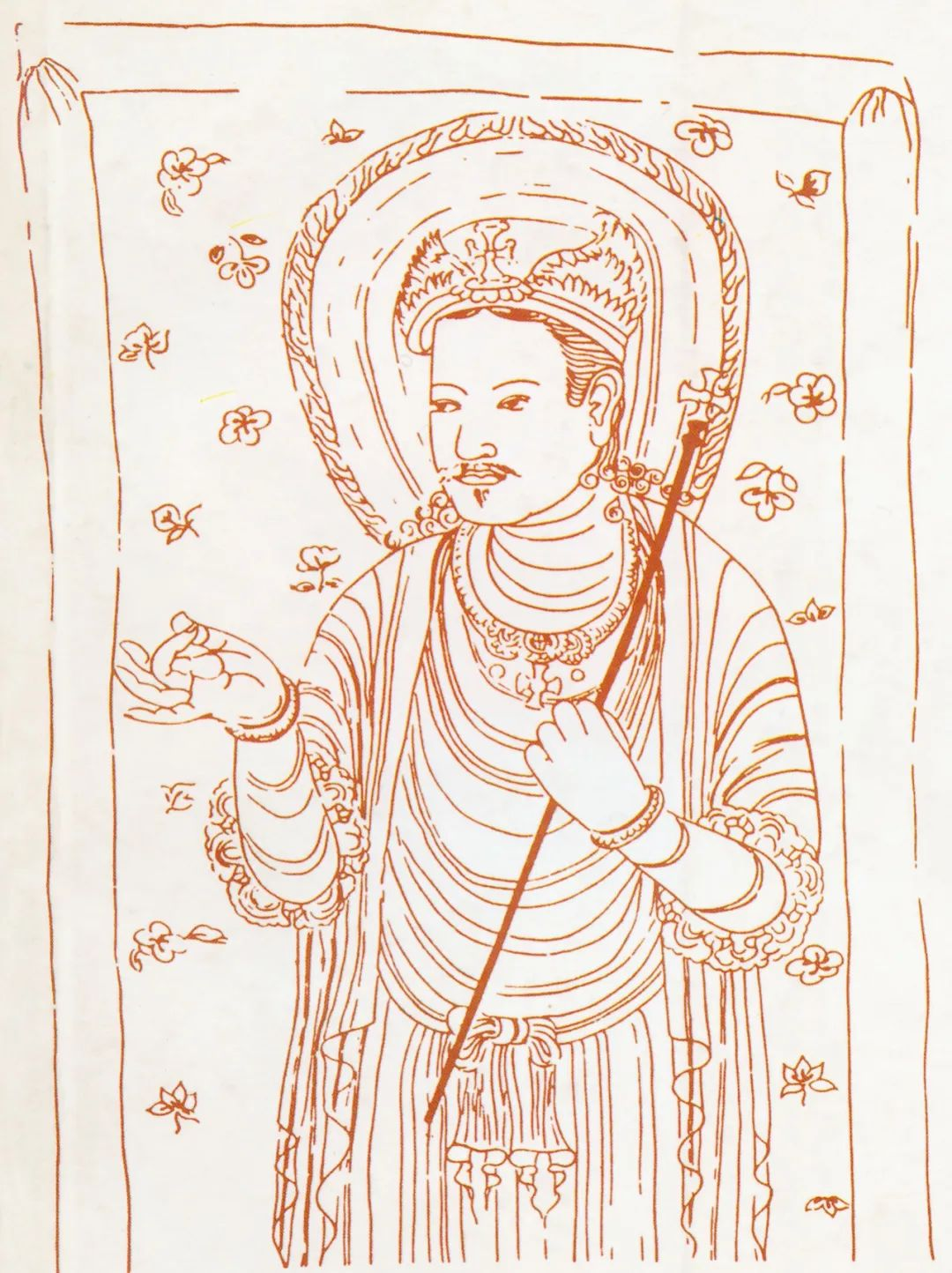
Peinture chrétienne de Dunhuang, dynastie Tang (IXe siècle).

Bloqué du côté du sud par la conquête islamique, ainsi que du côté occidental, l'Église connaît du VIe au XIIIe siècle un élan missionnaire très important et une considérable expansion en Asie. Ses moines missionnaires suivent les deux grandes routes commerciales transasiatiques. l’une au nord qui va de la Perse à la Chine en passant par le Turkestan, le Tibet et la Mongolie, l’autre au sud, qui atteindra l’Insulinde à travers le subcontinent indien, la Birmanie et la Thaïlande.
L'Église connut de beaux jours sous l'Empire mongol autour du XIIIe siècle ; elle était pratiquée par plusieurs princesses de la famille de Gengis Khan, comme sa belle-fille Sorgaqtani, épouse de Tolui et la belle-fille de ceux-ci, Doqouz Khatoun, épouse de Hülegü. 
La tradition syriaque orientale fut la première forme sous laquelle le christianisme s'introduisit en Chine, en 635, et à peu près à la même période en Mongolie. Il reste des vestiges de ces premiers établissements dans des villes chinoises telles que Xi'an. 
Une stèle de pierre, dite « la stèle nestorienne », érigée en 782 à Zhouzhi, à quelque quatre-vingts kilomètres au sud-ouest de Xi'an, alors capitale de la Chine, décrit l'introduction du christianisme en Chine à partir de la Perse pendant le règne de Tang Taizong. Cependant en 845, Tang Wuzong décida d'éradiquer les religions professant la vie contemplative, et donc notamment le bouddhisme. Les chrétiens, également persécutés lors de ce mouvement contre les religions étrangères (dans un retour à un confucianisme comme lien national, ces religions sont déconsidérées, entre autres, par leurs systèmes de couvent et de vie contemplative, décrits alors comme hors de l'idéal confucéen de participation à la vie sociale), disparurent alors définitivement de Chine.
La présence d'un évêché est attestée dès le VIIe siècle dans la région de Barus, sur la côte occidentale de l'île indonésienne de Sumatra.
Les chrétiens de tradition syriaque orientale sont à l'origine notamment des Églises chrétiennes présentes dans le sous-continent indien, surtout sur sa côte ouest, de Bombay au Kerala.  Il est à noter que le Kerala est l'un des états indiens les plus christianisés (plus de 40 %) et l'un des plus riches, avec plus de 92 % de la population alphabétisée.
On trouve aussi un évêché à Kachgar au XIVe siècle.

## Sous la domination musulmane
Avec l’avènement en 750 de la dynastie abbasside dans les territoires sous domination arabo-musulmane, l’Église nestorienne retrouve le statut qui était auparavant le sien dans l’Empire perse des Sassanides. Les nestoriens gravitent autour du pouvoir califal tant dans l’administration territoriale que dans la culture avec de nombreux savants, médecins et traducteurs. Le règne du calife Al-Mahdî (775-785), troisième calife abbasside, vient confirmer cette prééminence nestorienne dans la société de l’époque et en particulier sur les communautés chrétiennes monophysites et melkites qui commencent à affluer en Mésopotamie. Musulmans et nestoriens se côtoient depuis les premiers temps de la conquête arabo-musulmane.
À la suite du concile de Florence, Rome (Jules III) parvient à rallier une partie des nestoriens en 1551, qui vont former désormais l'Église catholique chaldéenne.

## Aujourd'hui
L'Église assyrienne ou nestorienne orthodoxe avait pour bastion la région de Hakkari (actuelle Turquie orientale) et a vu une grande partie de ses membres assassinés lors des grands massacres qui ont eu lieu lors de la Première Guerre mondiale (massacres connus sous le nom Sayfo ou Seyfo) ; la seconde, l'Église chaldéenne, uniate et donc liée à l'Église catholique depuis le XVIe siècle, compte encore de nombreux membres dans le nord de l'actuel Irak où elle forme une des minorités chrétiennes les plus nombreuses de la région malgré la diaspora qui a lieu depuis plus d'un siècle.
À l'image de la diaspora arménienne, la communauté assyro-chaldéenne, orthodoxe et uniate, ainsi que l'Église syriaque orthodoxe (monophysite) plus à l'ouest, comptent de nombreux membres dans une diaspora planétaire. En effet, la communauté assyro-syriaque  de langue araméenne a partagé le même destin des massacres à grande échelle avant et durant la Première Guerre mondiale que la communauté arménienne. Et tout comme celle-ci, elle est dorénavant dispersée du Proche-Orient à l'Amérique du Nord et à l'Australie, en passant par la Scandinavie et le reste de l'Europe du Nord.

### Liturgie
Liée à la tradition syriaque orientale.
Utilise dans leur liturgie et en partie dans la vie de tous les jours des dialectes dérivés de l'araméen, la langue principale parlée au Proche-Orient byzantin avant l'arabisation ultérieure. L'arabisation a cependant été très forte dans ces communautés, moindre dans celles voisines des Kurdes.

## Organisation
L'Église de Perse était dans les premiers siècles de son existence organisée en six provinces de l'intérieur et en provinces de l'extérieur dont le nombre a évolué avec son expansion puis son déclin :
Provinces de l'intérieur
- Beit Aramayé (Séleucie-Ctésiphon) (province patriarcale)
- Beit Houzayé (Beit Lapat)
- Beit Arbayé (Nisibe)
- Beit Maïsan (Perat de Maïsan, maintenant Bassorah)
- Beit Kartawayé (Arbèle)
- Beit Garmaï (Karka de Beit Selûk)

Provinces de l'extérieur
- Beit Persayé (Rew-Ardachir)
- Khorassan
- Beit Madayé (Hulwân)
- Bactriane (Hérat)
- Beit Turqayé (Samarcande)
- Malabar (Inde)
- Chine

## Autres Églises ou juridictions en Mésopotamie / Perse
Après la séparation de l'Église de Perse du reste de la chrétienté, les autres Églises créèrent progressivement des juridictions sur le même territoire :
- l'Église syriaque orthodoxe (jacobite) créa, en 629, le Maphrianat de l'Orient (siège à Tikrit) ;
- l'Église orthodoxe d'Antioche (byzantine / melkite) créa quant à elle le Catholicossat d'Irenoupolis (Bagdad) (institué au VIIe siècle, disparu vers le XVe siècle)[9] ;
- l'Église catholique (latine) créa en 1318 la province ecclésiastique de Sultaniya dont l'archevêque avait juridiction sur les khanats de Perse et de Djaghataï, sur l'Inde et sur l'Éthiopie.

### Filmographie
- Robert Alaux, Les Derniers Assyriens, (Paris), 2003, film documentaire de 53 minutes

#### Individus
- Patriarches de l'Église de l'Orient
- Théologien nestoriens
- Nestorius
- Narsaï
- Babaï le Grand
- Élie de Nisibe
- Isaac de Ninive
- Ébedjésus de Nisibe
- Timothée Ier
- Yahballaha III